# Asahi (Schiff, 1900)
Die Asahi (japanisch 朝日) war ein Schlachtschiff (Einheitslinienschiff) der Kaiserlich Japanischen Marine. Sein Name Asahi, der Sonnenaufgang, ist auch eine metaphorische Bezeichnung für Japan. Da sie zeitgleich mit den Schiffen der Shikishima-Klasse und nach gleichen Vorgaben gebaut wurde, wird sie teilweise als zweites Schiff dieser Klasse angesehen. Aber sie unterschied sich mit ihren zwei Schornsteinen äußerlich erheblich von diesen, die drei Schornsteine hatten. Die Asahi war der Formidable-Klasse der Royal Navy sehr ähnlich. Sie wurde später als Küstenverteidigungsschiff 1. Klasse, Schulschiff, Bergungsschiff für U-Boote, Versuchsschiff, Transporter, Tender und zuletzt als Werkstattschiff genutzt.

## Geschichte
Die Asahi, benannt nach einem poetischen Namen für Japan, wurde am 1. August 1898 in Glasgow, Schottland, von Clydebank Engineering & Shipbuilding Company auf Kiel gelegt, am 13. März 1899 vom Stapel gelassen und am 31. Juli 1900 fertig gestellt. Bei ihrem Stapellauf war sie das größte bis dahin am Clyde gebaute Kriegsschiff. Ihre Auslieferung im Jahr 1900 verzögerte sich, weil sie kurz nach einem ersten Start zur Überführung nach Japan auf Grund lief. Alle Vorräte und die Munition mussten wieder von Bord, um das Schiff frei zu bekommen, und sie kam ins Dock zur Inspektion des Bodens. Erst dann konnte sie die Ausreise antreten und erreichte Yokosuka am 23. Oktober 1900.

### Russisch-Japanischer Krieg
Zu Beginn des Russisch-Japanischen Krieges wurde die Asahi der 1. Flotte unter dem Kommando von Admiral Tōgō Heihachirō unterstellt. Am 9. Februar 1904 nahm sie am Angriff auf Port Arthur und im Juli an der Seeschlacht im Gelben Meer teil. Dabei erzielte sie den entscheidenden Treffer der Schlacht, als sie das russische Flaggschiff Zessarewitsch unter Feuer nahm, und dadurch den russischen Befehlshaber Wilhelm Withöft tötete. Kurz darauf übernahm Konteradmiral Pavel Ukhtomsky das Kommando über das Geschwader und zog sich nach Port Arthur zurück. Die Asahi erhielt am 26. Oktober 1904 einen schweren Minentreffer vor Port Arthur und wurde bis April 1905 in der Marinewerft Sasebo repariert.

#### Tsushima
Am 27. Mai 1905 nahm die Asahi an der Seeschlacht bei Tsushima teil. Um 14:10 Uhr eröffnete sie zusammen mit der Mikasa und der Azuma das Feuer auf das russische Flaggschiff Knjas Suworow. Nach etwa einer Stunde war der hintere 305-mm-Geschützturm ausgeschaltet, Vizeadmiral Sinowi Roschestwenski schwer verwundet und das Ruder der Knjas Suworow blockiert. Um 15:07 Uhr durchbrach die Erste Division die russische Linie und feuerte auf die Imperator Alexander III. Als die Entfernung auf etwa 1600 Meter gesunken war, drehten die Imperator Alexander III. nach Steuerbord und die Borodino und die Orjol nach Backbord ab. Nachdem die Asahi gegen 16:00 Uhr den Kontakt zur russischen Hauptflotte in dichtem Nebel verloren hatte, sichtete sie um 18:00 die Imperator Alexander III. wieder und eröffnete das Feuer. Nachdem die Imperator Alexander III. außer Gefecht gesetzt war, konzentrierte die Asahi ihr Feuer auf die Borodino, die nach etwa 45 Minuten Beschuss gegen 19:00 explodierte. Um 19:30 Uhr zog sich die Asahi und der Rest der 1. Division vom Schlachtgeschehen zurück. Die Asahi feuerte mehr 30,5-cm-Granaten (142) ab als jedes andere Schiff während der Schlacht. Insgesamt wurde das Schiff während der Schlacht sechsmal getroffen, aber keiner der Treffer beschädigte es nennenswert.

### Verschiedene Aufgaben
Im Oktober 1908 gehörte die Asahi zu den japanischen Begleitern der US-amerikanischen, die Welt umrundende Great White Fleet beim Besuch japanischer Gewässer. 1914 wurde die Asahi Artillerieschulschiff. 1917 erhielt sie für diese Aufgabe neue japanische Geschütze für die ursprünglich britischen Kanonen. Auch wurden zwei 7,6-cm-Flugabwehrgeschütze aufgestellt.

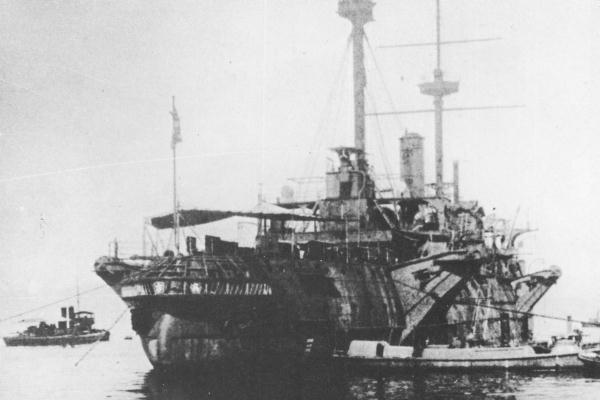
Die Asahi als U-Bootbergungsschiff

Obwohl veraltet, wurde die Asahi als Unterstützungsschiff der Sibirischen Intervention 1919 zu Sicherung der in Wladiwostok gelandeten japanischen Truppen eingesetzt.
1921 wurde sie dann in ein Küstenverteidigungsschiff 1. Klasse umklassifiziert. 1923 wurde sie als Folge des Washingtoner Flottenabkommens abgerüstet und in ein Schulschiff umgebaut. Ohne Panzerung und Waffen verringerte sich ihre Verdrängung auf 11.441 tn.l. Darüber hinaus wurde ihre Geschwindigkeit auf 12 Knoten beschränkt. Im Mai 1925 lief die Asahi vor Toba auf und wurde nach dem Abbringen nach Yokosuka überführt, um umfangreich modifiziert zu werden. Bis zum Oktober 1927 dauerte dieser Umbau. Die 25 Belleville-Kessel wurden durch vier ölgefeuerte Kampon-Kessel ersetzt. Auch wurde einer der beiden Schornsteine entfernt und ein großer Kran an Deck installiert. Die Asahi wurde ein Bergungsschiff für U-Boote und führte als erstes japanisches Schiff mit dieser Aufgabe zahlreiche Experimente durch. Dazu wurde das ehemals deutsche U-Boot 0-1 (ex U 125) genutzt.
Als Versuchsschiff wurde die Asahi im Mai 1928 mit einem 19 Meter langen druckluftbetriebenen Flugzeugkatapult des Typs No. 1 versehen und startete erfolgreich ein Seeflugzeug vom Typ Nakajima E2N1. Nach einigen Unfällen wurde der Druckluftkatapult durch ein Katapult ersetzt, das Sprengstoff zur Beschleunigung nutzte. Nach diesen Tests wurde die Asahi in die Reserve versetzt. Als im November 1937 nach dem Zwischenfall an der Marco-Polo-Brücke der Zweite Japanisch-Chinesische Krieg begann, wurde die Asahi wieder aktiviert und als Transporter genutzt, um Truppen in amphibischen Operationen im Bereich der Hangzhou-Bucht zu landen.
Noch vor Ende des Jahres kehrte die Asahi zu den U-Booten zurück und diente ihnen als Tender, der ihnen Reparaturmöglichkeiten bot, sie versorgte und als Wohnschiff diente. Schon 1938 erfolgte ein erneuter Umbau zu einem Werkstattschiff. Leistungsfähige Hebeeinrichtungen entstanden auf beiden Seiten in der Schiffsmitte und es wurden Werkstätten an Bord eingerichtet. Am 18. Dezember 1938 nahm die Asahi ihren Dienst als Werkstattschiff auf, wobei sie fast wieder wie das ehemalige Linienschiff aussah, da sie vorn und hinten Turmattrappen aus Holz erhalten hatte. Vom 29. Mai bis zum 7. November 1940 machte sie auch regelmäßig Kontrollfahrten von Shanghai aus.

### Krieg im Pazifik
Am 15. November 1940 wurde die Asahi wieder der Vereinigten Flotte zugewiesen und diente als Transporter zwischen Cam Ranh Bay, Indochina und Kure in der Vorbereitung des Pazifikkrieges.
Ab April 1942 war die Asahi in Singapur stationiert, um den Leichten Kreuzer Naka der Sendai-Klasse zu reparieren, den das amerikanische U-Boot Seawolf vor Christmas Island torpediert hatte. Am 22. Mai verließ die Asahi Singapur Richtung Kure. Drei Tage später wurde sie von der Salmon am 25. Mai 1942 100 Meilen südwestlich von Cape Paderas entdeckt. Das amerikanische U-Boot feuerte in der Nacht vier Torpedos auf das alte Linienschiff. Die Asahi wurde von zwei Torpedos getroffen; einer traf den Kesselraum an Backbord, der zweite traf etwas weiter hinten. Die Asahi kenterte kurz nach diesen Treffern auf 10° 0′ N, 110° 0′ O. Kapitän Tamura und 582 Mann der Besatzung konnten vom Begleitschiff dem U-Jagd-Boot CH-9 gerettet werden, 16 Seeleute starben.

## Technik
Das Schiff hatte eine Gesamtlänge von 129 m, eine Breite von 22,92 m und einen Tiefgang von 8,31 m. Die Verdrängung lag zwischen 15.443 t und 15.620 t.

### Antrieb
Die Asahi war mit zwei 3-Zylinder-Verbunddampfmaschinen ausgestattet, die jeweils eine Welle antrieben und insgesamt 15.000 Shp (11.032 kW) entwickelten, mit der sie eine Höchstgeschwindigkeit von 18 Knoten (33 km/h) erreichte. Der Dampf wurde von 25 Bellville-Wasserrohrkesseln mit einem Arbeitsdruck von 17 bar geliefert. Das Schiff konnte maximal 2.032 t Kohle mitführen, was ihm bei 10 Knoten (19 km/h) eine Reichweite von 9.000 Seemeilen (17,000 km) ermöglichte. Die Besatzung des Schiffes bestand aus 836 Offizieren und Mannschaft.

### Bewaffnung
Die Hauptbewaffnung bestand aus vier 30,5-cm-Geschützen in zwei Geschütztürmen vor und hinter den Aufbauten. Die Kanonen waren auf Lafetten mit einem Seitenrichtbereich von −150 bis +150 Grad montiert. Die Kanonen selbst wogen 50 t und hatten bei einer maximalen Elevation von 15° und einer Mündungsgeschwindigkeit von 732 m/s eine Reichweite von 13.700 m. Sie verschossen 386 kg schwere Granaten mit einer Kadenz von ca. 1 Schuss pro Minute.
Die Mittelartillerie bestand aus vierzehn 15,2-cm-Geschützen in Kasematten entlang der Schiffsseiten jeweils sieben an Steuer- und Backbord. Zur Abwehr gegen Torpedoboote war das Schiff mit zwanzig 7,6-cm- und zwölf 4,7-cm-Schnellfeuergeschützen ausgestattet. Außerdem hatte die Asahi vier Unterwassertorpedorohre installiert, zwei auf jeder Breitseite.

### Panzerung
Die Asahi hatte einen Gürtelpanzer aus Harvey-Stahl. Der Hauptpanzergürtel verlief über eine Länge von 68 m und war 229 mm dick. Davor und dahinter verjüngte er sich auf 102 mm. Darüber verlief ein weiterer Plankengang von 152 mm zwischen der vorderen und hinteren Barbette. 305 – 356 mm Querschotten verbanden die 254 mm bis 356 mm dicken Barbetten mit dem Panzergürtel. Die Geschütztürme waren zwischen 156 mm und 254 mm dick und hatten ein 38 mm dickes Dach. Der Kommandoturm war rundherum mit 356 mm gepanzert. Außerdem hatte das Schiff ein gepanzertes Deck mit einer Stärke von 68 mm bis 102 mm.